# Набережная (Верхнетоемский район)
Набережная — деревня в Верхнетоемском районе Архангельской области. Входит в состав Афанасьевского сельского поселения.

## География
Деревня расположена в юго-восточной части области на расстоянии примерно в 34 километрах по прямой к юго-западу от районного центра села Верхняя Тойма.
Часовой пояс
Деревня Набережная как и вся Архангельская область, находится в часовой зоне МСК (московское время). Смещение применяемого времени относительно UTC составляет +3:00.

## Население
| 2002 | 2010 |
| ---- | ---- |
| 0    | →0   |